# Aspalathus cordata
Aspalathus cordata är en ärtväxtart som först beskrevs av Carl von Linné, och fick sitt nu gällande namn av Rolf Martin Theodor Dahlgren. Aspalathus cordata ingår i släktet Aspalathus och familjen ärtväxter. Inga underarter finns listade i Catalogue of Life.

## Bildgalleri

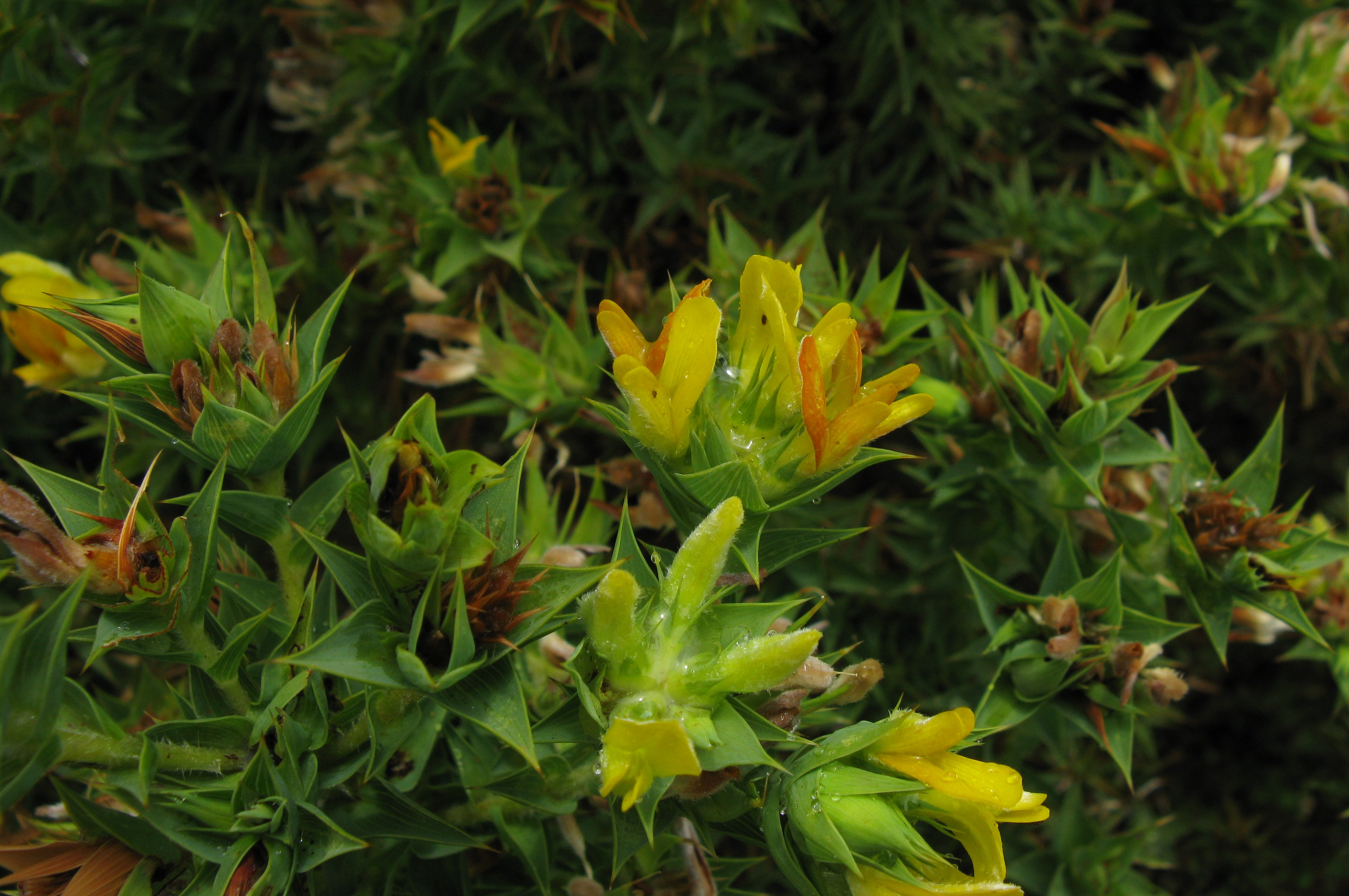
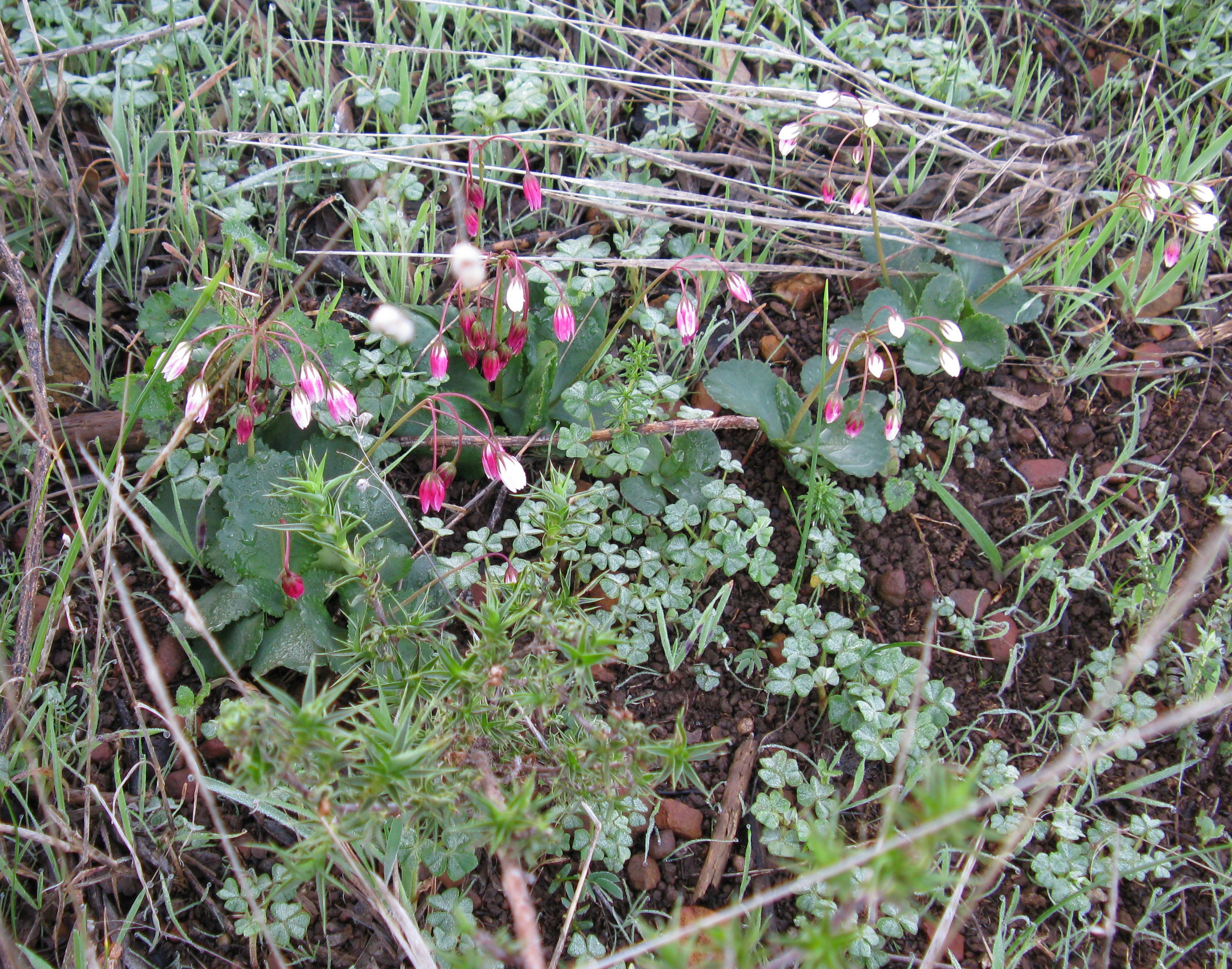